# Dutch International 2002
Die Dutch International 2002 fanden vom 28. bis zum 31. März 2002 in Wateringen statt. Es war die dritte Austragung dieser internationalen Titelkämpfe im Badminton.

## Sieger und Platzierte
| Disziplin    | Gold                           | Silber                          | Bronze                            |
| ------------ | ------------------------------ | ------------------------------- | --------------------------------- |
| Herreneinzel | Björn Joppien                  | Martin Delfs                    | Pedro Yang                        |
| Herreneinzel | Björn Joppien                  | Martin Delfs                    | Kasper Fangel                     |
| Dameneinzel  | Brenda Beenhakker              | Karina de Wit                   | Juliane Schenk                    |
| Dameneinzel  | Brenda Beenhakker              | Karina de Wit                   | Maja Pohar                        |
| Herrendoppel | John Gordon Daniel Shirley     | Peter Jeffrey Ian Palethorpe    | Kristian Roebuck Paul Trueman     |
| Herrendoppel | John Gordon Daniel Shirley     | Peter Jeffrey Ian Palethorpe    | Tommy Sørensen Jesper Thomsen     |
| Damendoppel  | Carina Mette Juliane Schenk    | Tine Høy Karina Sørensen        | Felicity Gallup Joanne Muggeridge |
| Damendoppel  | Carina Mette Juliane Schenk    | Tine Høy Karina Sørensen        | Judith Baumeyer Santi Wibowo      |
| Mixed        | Peter Jeffrey Suzanne Rayappan | Travis Denney Kate Wilson-Smith | Andrej Pohar Maja Pohar           |
| Mixed        | Peter Jeffrey Suzanne Rayappan | Travis Denney Kate Wilson-Smith | Michelle Edwards Daniel Shirley   |

## Finalergebnisse
| Disziplin    | Sieger                         | Finalist                        | Ergebnis                |
| ------------ | ------------------------------ | ------------------------------- | ----------------------- |
| Herreneinzel | Björn Joppien                  | Martin Delfs                    | 7-1, 7-5, 7-4           |
| Dameneinzel  | Brenda Beenhakker              | Karina de Wit                   | 7-5, 7-0, 7-4           |
| Herrendoppel | John Gordon Daniel Shirley     | Peter Jeffrey Ian Palethorpe    | 7-3, 7-4, 7-5           |
| Damendoppel  | Carina Mette Juliane Schenk    | Tine Høy Karina Sørensen        | 7-4, 7-8, 2-7, 8-7, 7-5 |
| Mixed        | Peter Jeffrey Suzanne Rayappan | Travis Denney Kate Wilson-Smith | 0-7, 7-3, 6-8, 7-2, 7-5 |